# Панайот Бърнев
Панайот Вичев Бърнев е български офицер (генерал-лейтенант), началник на 5-а пехотна дунавска дивизия през Първата световна война.

## Биография
Панайот Бърнев е роден на 16 септември 1859 г. в Ески Джумая, Османска империя. През 1883 г. завършва в четвъртия випуск на Военното на Негово Княжеско Височество училище в София, на 30 август е произведен в чин подпоручик и зачислен към 12-а пехотна дружина. По-късно служи в 8-и пехотен приморски полк. На 24 март 1886 г. е произведен в чин поручик, през 1888 г. в чин капитан, а на 14 февруари 1896 г. в чин майор. През 1903 г. е флигел-адютант на Фердинанд I, след което през 1909 г. е назначен за началник на военното училище. През същата година е повишен в чин подполковник, а на 15 август 1907 г. в чин полковник.
През Балканските войни (1912 – 1913) полковник Бърнев командва 6-и пехотен търновски полк.
На 2 август 1915 г. е произведен в чин генерал-майор.

### Първа световна война (1915 – 1918)
През Първата световна война (1915 – 1918) генерал Бърнев е началник на 5-а пехотна дунавска дивизия, която е в състава на 2-ра армия и участва в настъплението към Скопие. От 4 декември 1916 година е началник на 5-а военна дивизионна област в Русе. Произведен е в чин генерал-лейтенант на 31 октомври 1918 година и преминава в запаса.
Запасният генерал Бърнев живее за кратко време в Русе, след това се установява за постоянно в София.
Генерал-лейтенант Панайот Бърнев умира на 18 юни 1934 г. в София.

## Семейство
Панайот Бърнев е жене и има 3 деца – Михаил, Фроска и Васил (щабен подполковник).

## Военни звания
- Подпоручик (30 август 1883)
- Поручик (24 март 1886)
- Капитан (1888)
- Майор (14 февруари 1896)
- Подполковник (1903)
- Полковник (15 август 1907)
- Генерал-майор (2 август 1915)
- Генерал-лейтенант (31 октомври 1918)

## Награди
- Военен орден „За храброст“ III степен, 2 клас
- Княжески орден „Св. Александър“ III степен с мечове по средата и IV степен без мечове
- Народен орден „За военна заслуга“ II степен с военно отличие
- Орден „За заслуга“ на обикновена лента